# Praha-Libuš
Praha-Libuš je od 24. listopadu 1990 městská část hlavního města Prahy, zahrnující dvě celá katastrální území, kterými jsou Libuš a Písnice. K 31. 12. 2024 měla 10 894 obyvatel.
Přenesenou působnost pro správní obvod městské části Praha-Libuš vykonává městská část Praha 12 se sídlem v Modřanech. 

## Území
Celková rozloha městské části je 5,24 km². Ve srovnání s Libuší je území Písnice podstatně větší (3,67 km² : 1,60 km²) a žije na něm (dle dat z prosince 2006) jen o něco méně obyvatel než na území Libuše (4 177 : 5 525); proto městská část podpořila návrh na přejmenování městské části. 
Ačkoliv zdánlivě jsou Libuš a Písnice od sebe odděleny nezastavěným pásem v úrovni Kunratické spojky, ve skutečnosti jižní část souvislé zástavby libušské části (jižně od ulice Výletní) již patří k Písnici. Masokombinát Písnice (Masospol Písnice a. s.) se dříve označoval jako Masokombinát Libuš. Jeho hlavní část leží v Písnici a jen menší části na severu zasahují do Libuše a Kunratic.

## Historie
Libuš až do svého osamostatnění roku 1930 byla osadou obce Kunratice, v roce 1968 byla přijojena k hlavnímu městu Praze do obvodu Praha 4, ale zachovala si svůj místní národní výbor. V roce 1974 byla k Praze připojena též Písnice, přitom byl zrušen její místní národní výbor a někdejší samostatná obec byla podřízena místnímu národnímu výboru v Libuši. Podle informací na stránce písnických hasičů se MNV v roce 1974 jmenoval Libuš-Písnice a teprve někdy později byl přejmenován na Praha-Libuš.
Kolem roku 1988 začaly být některé dosavadní působnosti ONV Praha 4 přenášeny na MNV Praha-Modřany. V letech 1995–2001 bylo území městské části Praha-Libuš společně s územím městské části Praha-Kunratice v rámci patnáctiobvodového členění zařazeno do rozšířeného správního obvodu sousední městské části Praha 12, tedy původní m. č. Praha-Modřany. Současně městská část Praha-Libuš měla působnost například stavebního nebo živnostenského úřadu pro své území i pro území městské části Praha-Kunratice. Při další správní reformě od roku 2002 o tyto nadstandardní kompetence přišla a stala se jednou z 35 „malých“ městských částí, jejichž správní obvody nepřesahují vlastní území a které vykonávají pouze samostatnou působnost; dosavadní nadstandardní kompetence přenesené působnosti pro její území převzala Praha 12, zatímco působnost pro Kunratice převzala městská část Praha 4.
Dne 6. března 2007 rada městské části vyjádřila souhlas s návrhem na změnu názvu městské části Praha-Libuš na Praha - Libuš-Písnice (podle jiných údajů na Praha-Libuš-Písnice), název opakovaně navrhovaný některými občany. K platnosti tohoto názvu by jej muselo schválit zastupitelstvo hlavního města Prahy jako novelu Statutu hlavního města Prahy. Zastupitelstvo ani rada hlavního města Prahy dosud nezveřejnily informaci o tom, že by takový návrh obdržely nebo měly v plánu projednávat.